# Brave (filme)
Brave (Brasil: Valente / Portugal: Brave - Indomável) é um filme de animação digital estadunidense dos gêneros aventura, épico e fantasia de 2012, produzido pela Pixar Animation Studios e lançado pela Walt Disney Pictures. O filme foi dirigido por Mark Andrews (em sua estreia como diretor) e Brenda Chapman, co-dirigido por Steve Purcell e produzido por Katherine Sarafian, com John Lasseter, Andrew Stanton e Pete Docter atuando como produtores executivos. A história foi escrita por Chapman, que também escreveu o roteiro do filme com Andrews, Purcell e Irene Mecchi. O filme é estrelado pelas vozes de Kelly Macdonald, Billy Connolly, Emma Thompson, Julie Walters, Robbie Coltrane, Kevin McKidd e Craig Ferguson. Ambientado nas Terras Altas da Escócia, o filme conta a história da princesa Merida de DunBroch que desafia um costume milenar, causando o caos em seu reino ao expressar o desejo de não ficar noiva; quando a rainha Elinor, sua mãe, é vítima de uma maldição bestial e se transforma em urso, Merida deve olhar para dentro de si e encontrar a chave para salvar o reino. Merida se tornou a primeira princesa da Disney criada pela Pixar. Brave foi dedicado ao ex-presidente da Pixar e cofundador e CEO da Apple, Steve Jobs, que morreu antes do lançamento do filme.
É o primeiro filme da Pixar a ter uma protagonista feminina e o primeiro animado com o novo sistema de animação do estúdio: Presto. Originalmente intitulado "The Bear and the Bow", o filme foi anunciado pela primeira vez em abril de 2008 junto com Up e Carros 2. Chapman se inspirou para a história do filme através de seu relacionamento com a própria filha. Co-dirigindo com Andrews e Purcell, Chapman se tornou a primeira mulher diretora de um longa-metragem do estúdio. Para conceber efeitos visuais mais complexos possíveis, a Pixar reescreveu completamente seu sistema de animação pela primeira vez em 25 anos. Foi também o primeiro filme a utilizar o formato de som Dolby Atmos. O compositor escocês Patrick Doyle ficou responsável pela trilha sonora do filme.
Brave teve sua premiere no Festival Internacional de Cinema de Seattle em 10 de junho de 2012 e foi lançado nos cinemas da América do Norte em 22 de junho, sendo lançado no Brasil em 20 de julho e em Portugal em 15 de agosto. Recebendo críticas geralmente positivas, se tornou um sucesso de bilheteria, arrecadando US$ 540,4 milhões contra um orçamento de US$ 185 milhões. O filme ganhou o Óscar, o Globo de Ouro e o BAFTA em suas respectivas categorias de Melhor Filme de Animação.

## Enredo
Na Escócia medieval, a Princesa Mérida, do clã celta Dunbroch, recebe um arco e flecha por seu pai, o Rei Fergus, por seu sexto aniversário, para desgosto de sua mãe, a Rainha Elinor. Enquanto se aventura na floresta para buscar uma flecha perdida, Merida encontra um fogo-fátuo. Logo depois, Mor'du, um enorme urso demônio, ataca a família; Mérida foge a cavalo com Elinor, enquanto Fergus e seus homens enfrentam Mor'du, embora a luta lhe custe uma das pernas.
Dez anos depois, Mérida, agora com três irmãos trigêmeos mais novos, descobre que ela deve ser prometida ao filho de um dos aliados de seu pai. Elinor explica que o não consentimento do noivado poderia prejudicar Dunbroch, lembrando Merida de uma lenda de um príncipe cujo orgulho e recusa em seguir os desejos de seu pai destruíram seu reino.
Os chefes de clãs aliados e seus filhos primogênitos chegam para competir nos jogos das Terras Altas pela mão de Mérida em casamento. Merida burla as regras, anunciando que, como primogênita de seu próprio clã, ela é elegível para competir por sua própria mão; ela facilmente supera seus pretendentes em um concurso de arco e flecha, envergonhando os outros clãs e, após uma discussão acalorada com Elinor, foge para a floresta. Ao chegar lá, Mérida avista vários fogos-fátuos que a levam à cabana de uma bruxa idosa que trabalha como carpinteira. Merida pechincha por um feitiço para mudar seu destino e a bruxa dá a ela um bolo encantado para ser servido à sua mãe.
Quando Merida retorna ao seu reino ela entrega a Elinor o bolo que a transforma em um urso, incapaz de falar, mas ainda retendo a maior parte de sua consciência humana. Mérida volta para a casa da bruxa com Elinor, apenas para encontrá-la deserta e descobre uma mensagem da bruxa: a menos que Mérida seja capaz de "consertar o vínculo rasgado pelo orgulho" antes do segundo nascer do sol, o feitiço se tornará permanente. Mérida e Elinor são lideradas pelos fogos-fátuos para ruínas antigas, onde encontram Mor'du. Percebendo que Mor'du era o príncipe da lenda, Merida promete que não deixará o mesmo acontecer com sua mãe e conclui que precisa costurar a tapeçaria da família que danificou durante uma discussão anterior com sua mãe para quebrar o feitiço.
Elas retornam ao castelo para encontrar os clãs à beira da guerra pela mão de Mérida; Mérida pretende ceder e se declarar pronta para escolher um pretendente, como exige a tradição, mas Elinor pede que ela insista que os primogênitos devem se casar em seu próprio tempo com quem quiserem. Os clãs concordam, quebrando a tradição, mas renovando e fortalecendo sua aliança.
Mérida entra furtivamente na sala de tapeçaria de Elinor. Elinor, que está perdendo sua consciência humana e tornando-se mais um urso mentalmente, ataca Fergus, mas de repente recupera a compostura e foge do castelo. Confundindo a rainha com Mor'du e incapaz de ouvir Mérida, Fergus persegue o urso com os outros clãs, trancando Mérida no castelo. Mérida escapa com a ajuda de seus irmãos, que também comeram o bolo encantado, transformando-se em filhotes de urso; Mérida repara a tapeçaria e sai em busca do pai. Fergus e os clãs capturam Elinor, mas Mérida intervém e impede seu pai antes que Mor'du chegue. Mor'du derruba os guerreiros do clã e mira em Mérida, mas Elinor intercede, afastando Mor'du e fazendo com que ele seja esmagado por um menir que cai sobre ele durante a luta; isso libera o espírito do príncipe, que silenciosamente agradece a Mérida por libertá-lo. Mérida cobre a mãe com a tapeçaria costurada, mas ela continua sendo uma ursa. Enquanto o sol nasce pela segunda vez, Merida percebe os erros que cometeu e se reconcilia com Elinor, cumprindo, sem saber, o verdadeiro significado da mensagem da bruxa e revertendo os efeitos do feitiço.
Com a morte de Mor'du, Merida e Elinor trabalham juntos em uma nova tapeçaria quando são chamados às docas para se despedir dos outros clãs e andar a cavalo.

## Elenco

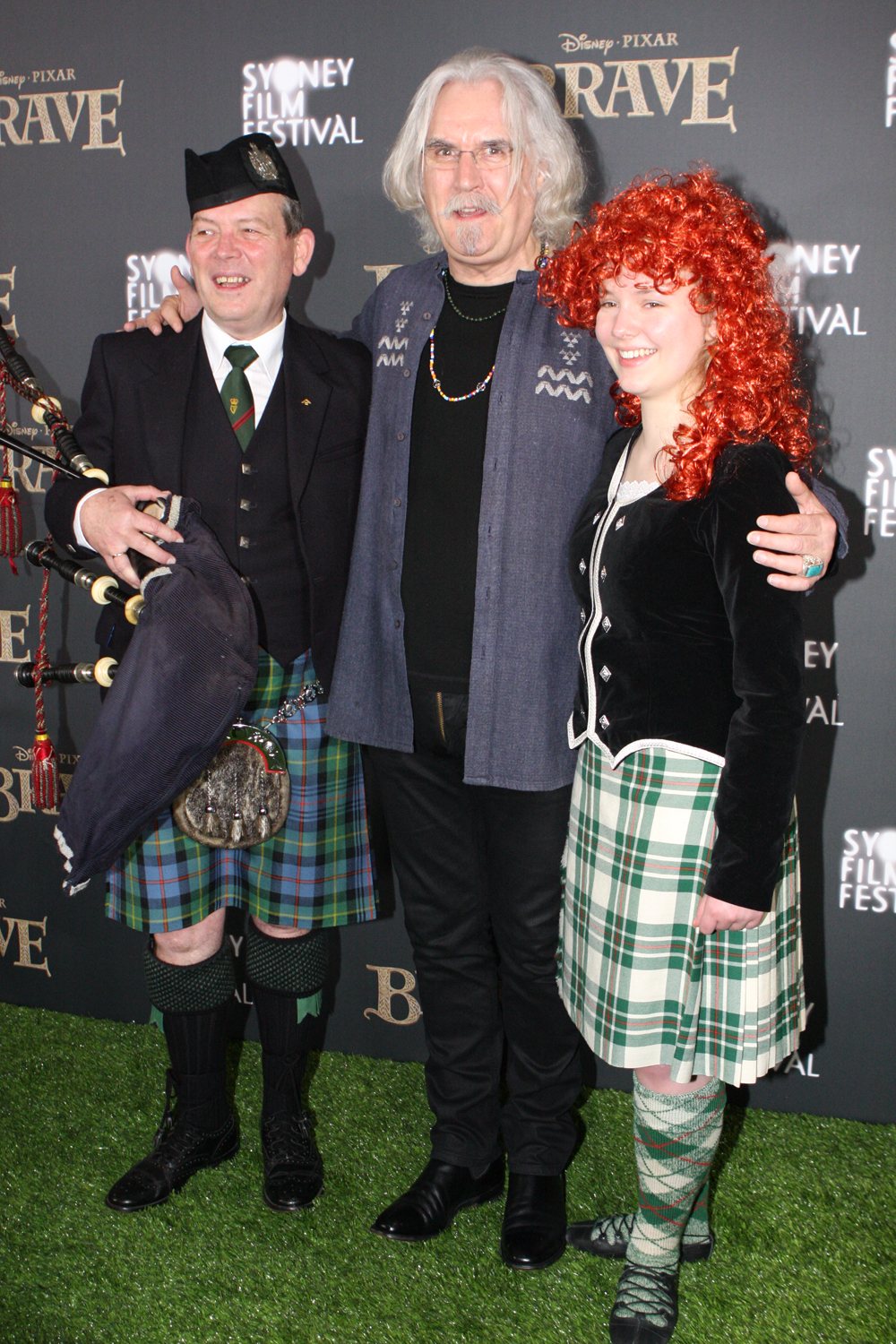
Billy Connolly (ao centro) na estreia australiana do filme no Festival de Cinema de Sydney.

- Kelly Macdonald como Princesa Merida.[17] No Brasil, Luisa Palomanes.[17]
- Billy Connolly como Rei Fergus.[18]
- Emma Thompson como Rainha Elinor.[17] No Brasil, Mabel Cezar.[17]
- Julie Walters como Bruxa.[17] No Brasil, Carmem Sheila.[17]
- Robbie Coltrane como Lorde Dingwall.[17] No Brasil, Rodrigo Lombardi.[17]
- Kevin McKidd como Lorde MacGuffin e Jovem MacGuffin.[17] No Brasil, Luciano Szafir.[17]
- Craig Ferguson como Lorde Macintosh.[17] No Brasil, Murilo Rosa.[17]
- Callum O'Neill como Wee Dingwall.
- Steven Cree como Jovem Macintosh.
- Peigi Barker como Merida (criança)
- Sally Kinghorn e Eilidh Fraser como Maudie.
- Steve Purcell como Corvo.
- Patrick Doyle como Martin
- John Ratzenberger como Gordon.

## Produção
Brave foi anunciado para a mídia pela primeira vez em abril de 2008, naquela época, o título do filme era "The Bear and the Bow". Brave é o primeiro conto de fada produzido pela Pixar, sendo considerada pelos críticos, uma das películas mais sombrias e maduras, quando comparado às outras produções já feitas pela Pixar. Brenda Chapman escreveu o roteiro de Brave, e logo depois, foi anunciada como a diretora da animação, fazendo dela a primeira mulher a dirigir um filme da Pixar, mas em outubro de 2010, ela acabou sendo substituída por Mark Andrews, devido à divergências criativas.
A princesa Merida é a primeira protagonista feminina de um filme da Pixar. A voz dela seria inicialmente dublada pela atriz Reese Witherspoon, que acabou recusando devido à falta de tempo. Ao invés dela, foi escolhida para dublar a personagem, a atriz escocesa Kelly Macdonald.
Os créditos finais do filme incluem uma homenagem especial ao co-fundador da Pixar, Steve Jobs, que morreu em 2011.

## Trilha sonora
As músicas do filme Brave foram quase todas compostas por Patrick Doyle. A trilha sonora da película ainda conta com duas canções originais, uma escrita por Alex Mandel e cantada na língua gaélica da Escócia pela cantora escocesa Julie Fowlis, e a outra uma canção original cantada pela cantora Birdy ao lado da banda Mumford & Sons. A Walt Disney Records lançou a trilha sonora do filme nos Estados Unidos em CD físico e em download digital em 19 de junho de 2012. No Brasil, a trilha sonora foi lançada através de download digital no dia 18 de julho de 2012, com três faixas em português.

### Lista de faixas
A trilha sonora de Brave contém vinte faixas e quase todas elas foram compostas por Patrick Doyle, exceto as canções "Touch the Sky" (música de Alex Mandel e letra de Mandel e Mark Andrews), "Into the Open Air" (música e letra de Mandel) e "Learn Me Right" (música e letra de Mumford & Sons).
A trilha sonora brasileira do filme foi lançada através de download digital em 18 de julho de 2012, e além de contar com as vinte faixas da versão original do álbum, possui mais três faixas adicionais, cantadas em português pela cantora Manu Gavassi e pelo ator e dublador Luiz Carlos Persy.
| N.º            | Título                                                                         | Artista                          | Duração |  |
| 1.             | "Touch the Sky"                                                                | Julie Fowlis                     | 2:31    |  |
| 2.             | "Into the Open Air"                                                            | Julie Fowlis                     | 2:41    |  |
| 3.             | "Learn Me Right"                                                               | Birdy e Mumford & Sons           | 3:46    |  |
| 4.             | "Fate and Destiny"                                                             | Instrumental                     | 4:17    |  |
| 5.             | "The Games"                                                                    | Instrumental                     | 1:53    |  |
| 6.             | "I Am Merida"                                                                  | Instrumental                     | 2:23    |  |
| 7.             | "Remember to Smile"                                                            | Instrumental                     | 2:17    |  |
| 8.             | "Merida Rides Away"                                                            | Instrumental                     | 4:07    |  |
| 9.             | "The Witch's Cottage"                                                          | Instrumental                     | 4:26    |  |
| 10.            | "Song of Mor'du"                                                               | Billy Connolly e elenco do filme | 2:17    |  |
| 11.            | "Through the Castle"                                                           | Instrumental                     | 4:34    |  |
| 12.            | "Legends Are Lessons"                                                          | Instrumental                     | 4:06    |  |
| 13.            | "Show Us the Way"                                                              | Instrumental                     | 3:46    |  |
| 14.            | "Mum Goes Wild"                                                                | Instrumental                     | 3:25    |  |
| 15.            | "In Her Heart"                                                                 | Instrumental                     | 2:36    |  |
| 16.            | "Noble Maiden Fair (A Mhaighdean Bhan Uasal)"                                  | Emma Thompson e Peigi Barker     | 2:36    |  |
| 17.            | "Not Now!"                                                                     | Instrumental                     | 3:34    |  |
| 18.            | "Get the Key"                                                                  | Instrumental                     | 3:15    |  |
| 19.            | "We've Both Changed"                                                           | Instrumental                     | 5:30    |  |
| 20.            | "Merida's Home"                                                                | Instrumental                     | 1:32    |  |
| 21.            | "O Céu Eu Vou Tocar" (Disponível apenas na edição brasileira da trilha sonora) | Manu Gavassi                     | 2:32    |  |
| 22.            | "Ao Ar Livre" (Disponível apenas na edição brasileira da trilha sonora)        | Manu Gavassi                     | 2:42    |  |
| 23.            | "Canção de Mor'du" (Disponível apenas na edição brasileira da trilha sonora)   | Luiz Carlos Persy                | 2:15    |  |
| Duração total: | Duração total:                                                                 | Duração total:                   | 61:72   |  |

### Desempenho nas paradas musicais
A trilha sonora de Brave estreou na 33ª posição na Billboard 200 - uma parada musical que lista os 200 discos mais vendidos em cada semana nos Estados Unidos. Também atingiu a 2ª posição na Billboard Soundtracks - que lista os discos de trilha sonora mais vendidos em território americano a cada semana.
| Parada (2012)                          | Melhor posição |
| -------------------------------------- | -------------- |
| Estados Unidos - Billboard 200         | 33             |
| Estados Unidos - Billboard Soundtracks | 2              |

## Jogo
O jogo baseado no filme foi produzido pela Behaviour Interactive, e foi publicado pela THQ em junho de 2012, também foi publicada pela Disney Interactive Studios para Mac OS X, Microsoft Windows, Nintendo DS, PlayStation 3, Wii e Xbox 360. O jogo é compatível com os sensores de movimento de cada console, como o PS Move no PlayStation 3, Kinect no Xbox 360 e Wii Remote no Wii. Os controles são utilizados em segmentos especiais do game, como em tiros de arco e flecha.

## Recepção

### Comercial
Até 28 de julho de 2012 o filme já havia faturado 214 261 000 dólares na América do Norte, e 70 500 000 dólares no restante dos países, totalizando mundialmente um faturamento de 283 524 519 dólares, em seu primeiro mês de exibição.
Na América do Norte houve uma prévia de quanto o filme iria faturar em sua primeira semana de exibição nas salas de cinemas norte-americanas, e foi previsto que o filme faturaria entre 55 milhões a 65 milhões de dólares, um lucro considerado baixo quando comparado à primeira semana de exibição de outros filmes da Pixar.
O filme estreou em 22 de junho de 2012 com um faturamento de 24,6 milhões de dólares em seu primeiro dia de lançamento. Ele terminou a sua primeira semana com um ganho de US$ 66,3 milhões de dólares, sendo líder nas bilheterias dos Estados Unidos, e com um lucro superior do que havia sido previsto pelos analistas de bilheteria. O público estimado na primeira semana era de 43% do sexo masculino e 57% do sexo feminino.
No Brasil o filme também foi líder nas bilheterias em sua semana de lançamento, com mais de 600 000 espectadores e arrecadando 11 milhões de reais, em sua primeira semana de exibição no país.
Em seu final de circuito nos cinemas, Brave acumulou 237,3 milhões de dólares na América do Norte e 303,2 milhões de dólares em outros países, totalizando 540,4 milhões de dólares em todo o mundo. Foi o 13º filme de maior bilheteria de 2012, o oitavo filme de maior bilheteria da Pixar e o terceiro filme de animação de maior bilheteria daquele ano, atrás de Ice Age: Continental Drift (875,3 milhões de dólares) e Madagascar 3: Europe's Most Wanted (746,9 milhões de dólares).

### Crítica
No site agregador de resenhas Rotten Tomatoes, 79% das 257 resenhas dos críticos são positivas para Brave, com uma avaliação média de 7/10; o consenso do site diz: "Brave oferece ao público jovem e aos fãs de contos de fadas uma aventura de fantasia divertida e estimulante com um toque de roca e profundidade surpreendente". O Metacritic, que usa uma média ponderada para avaliação dos filmes, atribuiu a Brave uma pontuação de 69 de 100, com base em 37 críticas, indicando "resenhas geralmente favoráveis". O público entrevistado pelo CinemaScore durante o fim de semana de estreia do filme deu-lhe uma nota média "A" em uma escala de "A+" a "F".
Roger Ebert do jornal Chicago Sun-Times, em sua última crítica de um filme de animação antes de sua morte, deu ao filme 3 de 4 estrelas; ele escreveu: "A boa notícia é que as crianças provavelmente vão adorar, e a má notícia é que os pais ficarão desapontados se estiverem esperando por outro filme inovador da Pixar. Ao contrário de filmes originais como Toy Story, Finding Nemo, WALL-E e Up, Brave mostra que a Pixar agora está caçando furtivamente no território tradicional da Disney". Ebert também alegou que o filme traz uma mensagem edificante sobre como melhorar a comunicação entre mães e filhas, embora tenha dito que “transformar sua mãe em um urso seja um primeiro passo bastante extremo”. Peter Debruge, da revista Variety, fez uma crítica positiva do filme, escrevendo que Brave "oferece uma heroína mais resistente e autossuficiente para uma época em que os príncipes não são tão charmosos, ambientada em um cenário escocês suntuosamente detalhado, onde seu espírito brilha como seu cabelo ruivo de fogo"; Debruge disse que "adicionando uma diretora, Brenda Chapman, ao seu clube de meninos criativos, o estúdio Pixar criou um tributo ressonante às relações mãe-filha que traz um nível de pungência equivalente a clássicos amados de vínculo masculino como Finding Nemo".
Por outro lado, Todd McCarthy do The Hollywood Reporter deu uma crítica negativa, afirmando que o filme "diminui para algo pequenino à medida que avança, com um drama climático que é ao mesmo tempo muito convenientemente embrulhado e depende de elementos mágicos que são um tanto confusos para a história". Leonard Maltin, do site IndieWire, disse: "Vou dar pontos pela originalidade, mas essa reviravolta na história é tão bizarra que me surpreendeu. O filme tenta compensar esse desvio com uma história e final emocionantes, mas a preparação para esse momento foi prejudicada, por isso não tem o impacto que deveria".
Alguns críticos viram a história de Merida como um romance que rompe com a linha tradicional das princesas da Disney. Houve alguma dissonância e críticas entre os espectadores e organizações feministas quando a personagem foi "eleita" como uma Disney Princesa, apenas para os artistas a tornarem mais magra, com cabelos menos crespos e olhos mais redondos, mais parecidos com as outras princesas da Disney anteriores. Isso inspirou o site de empoderamento feminino A Mighty Girl a registrar uma petição para que a Disney não alterasse nenhuma característica da personagem. Uma das mais de duzentas mil assinaturas veio de Brenda Chapman, a diretora do filme, que sentiu que a Disney havia "traído a essência do que a Pixar estava tentando fazer com Merida: dar às meninas e mulheres um papel melhor e um espírito mais forte" e que o redesenho da personagem foi "uma jogada de marketing flagrantemente sexista baseada no dinheiro". A petição online se mostrou um sucesso, pois logo após a campanha, a Disney removeu a imagem redesenhada de Merida de seu site oficial, em favor da aparição original da princesa como era no filme.

### Prêmios e Indicações
| Ano  | Prêmio        | Categoria                | Situação |
| ---- | ------------- | ------------------------ | -------- |
| 2013 | Oscar         | Melhor filme de animação | Venceu   |
| 2013 | Annie Awards  | Melhor filme de animação | Indicado |
| 2013 | Globo de Ouro | Melhor Animação          | Venceu   |